# Can Becdejú
Can Becdejú és una masia de la Cellera de Ter (Selva) inclosa a l'Inventari del Patrimoni Arquitectònic de Catalunya. La masia actual és fruit de diverses intervencions constructives, efectuades en diferents moments històrics.

## Descripció
Així en primer lloc trobem l'ampla torre quadrada, que consta de tres pisos i està coberta amb una teulada a dues aigües de vessants a laterals. Es tracta d'una teulada de teula àrab construïda a salt de garça. La planta baixa i el primer pis han estat resolts partint del mateix plantejament formal, que consisteix en la disposició d'una finestra rectangular per pis, equipades amb llinda monolítica i muntants de pedra ben escairats. Es diferencien únicament pel fet que la finestra del primer pis té l'ampit treballat i en la llinda s'observa un motiu ornamental triangular de caràcter floral. Paral·lelament en l'espai físic que correspondria al segon pis pròpiament, es poden contemplar les restes vivents d'un imponent rellotge de sol.
A l'esquerra de la torre trobem el que seria l'habitatge pròpiament. Aquest consta de dues plantes i està cobert amb una teulada d'una sola aigua de vessant a lateral i consta d'un ràfec format per una filera de teula. Al mig de la façana es pot contemplar perfectament les empremtes de l'ampliació posterior que es va efectuar en aquest sector. Entre aquestes empremtes destacar els blocs cantoners o la “cicatriu” que secciona la façana de dalt a baix. En la planta baixa destaca el gran portal d'accés, adovellat d'arc de mig punt amb unes dovelles de grans proporcions i molt ben escairades. En la dovella central de la volta, es pot llegir una interessant inscripció, que diu així:" + / “I H S / 1 7 0 5 / JOAN. BE / CH. DEJV”.
En el primer pis, trobem dues finestres associades amb les característiques corresponents a dues tipologies diferents. Així al centre trobem una finestra amb permòduls i amb un gran escut en la llinda i sota l'ampit trobem la solució que consisteix en la disposició d'una sèrie de blocs o pedres - que sol oscil·lar entre dos o tres- com a mesura de reforç en la sostentació de la finestra. Paral·lelament tenim una finestra rectangular, equipada amb llinda monolítica conformant un arc pla, muntants de pedra i ampit treballat.
Pel que fa al tema dels materials, prima la pedra, especialment els còdols de riu sense desbastar i treballar acaparant tot l'espai físic de l'immoble. Trenca efímerament aquesta linialitat compositiva, la pedra sorrenca localitzada en llocs molt puntuals, com ara les dovelles del portal d'accés i els muntants o brancals tant de les finestres del primer pis de l'habitatge com la finestra de la planta baixa i del primer pis de la torre quadrada.
A mode d'apunt i ja per finalitzar, destacar la construcció ubicada immediatament davant de la masia. Es tracta d'una edificació de planta rectangular coberta amb una teulada a dues aigües de vessants a laterals, la qual contempla un sistema de cobertura basat en un sostre de taulers de fusta amb tapajuntes. En origen de ben segur que exercia les tasques de graner o paller. Tanmateix ha estat restaurada recentment, com així ho acrediten diversos factors, com ara el teulat el qual presenta un aspecte immillorable tant pel que fa a les teules com a les vigues i cairats de fusta.

## Història
La casa primitiva dels Bechdejú era Bechdejú Vell, situada a Plantadís. Al segle xvii baixaren a la plana i feren construir el mas actual.
Les masies de la Cellera de Ter es poden classificar en tres grups. Per les seves característiques intrínseques la masia de Can Becdejú l'enquadraríem dins d'un segon grup, el més nombrós. Aquest segon grup correspon als masos que presenten unes reformes i ampliacions que van des de la darreria del 1500 a les acaballes del 1600. És l'època de les grans portalades dovellades, dels finestrals gòtics lobulats i de les finestres senzilles i renaixentistes sense decoració.
Altres masies d'aquest segon grup són: can Pixarrelles, can Vinyoles, can Carreras, la Ruira i can Ribes. Becdejú, Rauriques i can Puig són tres exemples de masies amb alguna mena de fortificació.